# Monte Iō (Akan)
El monte Iō (硫 黄山 Iō-zan), también ,onte Iwo, es un volcán de Japón que se encuentra en el complejo volcánico de Akan de la isla de Hokkaidō. Se encuentra dentro de los límites de la ciudad de Teshikaga. 
En la montaña existieron minas para la extracción de azufre durante algún tiempo, de ahí su nombre. Para los ainu, la montaña era conocida como Atosanupuri ('montaña desnuda') dado que está bastante desprovista de vegetación. A pesar de su desnudez y de ser una montaña bastante baja, de 508 m, alberga vida vegetal alpina, como colonias de pino enano de Siberia, de Rhododendron diversipilosum y de otros miembros de las Ericaceae.

## Galería

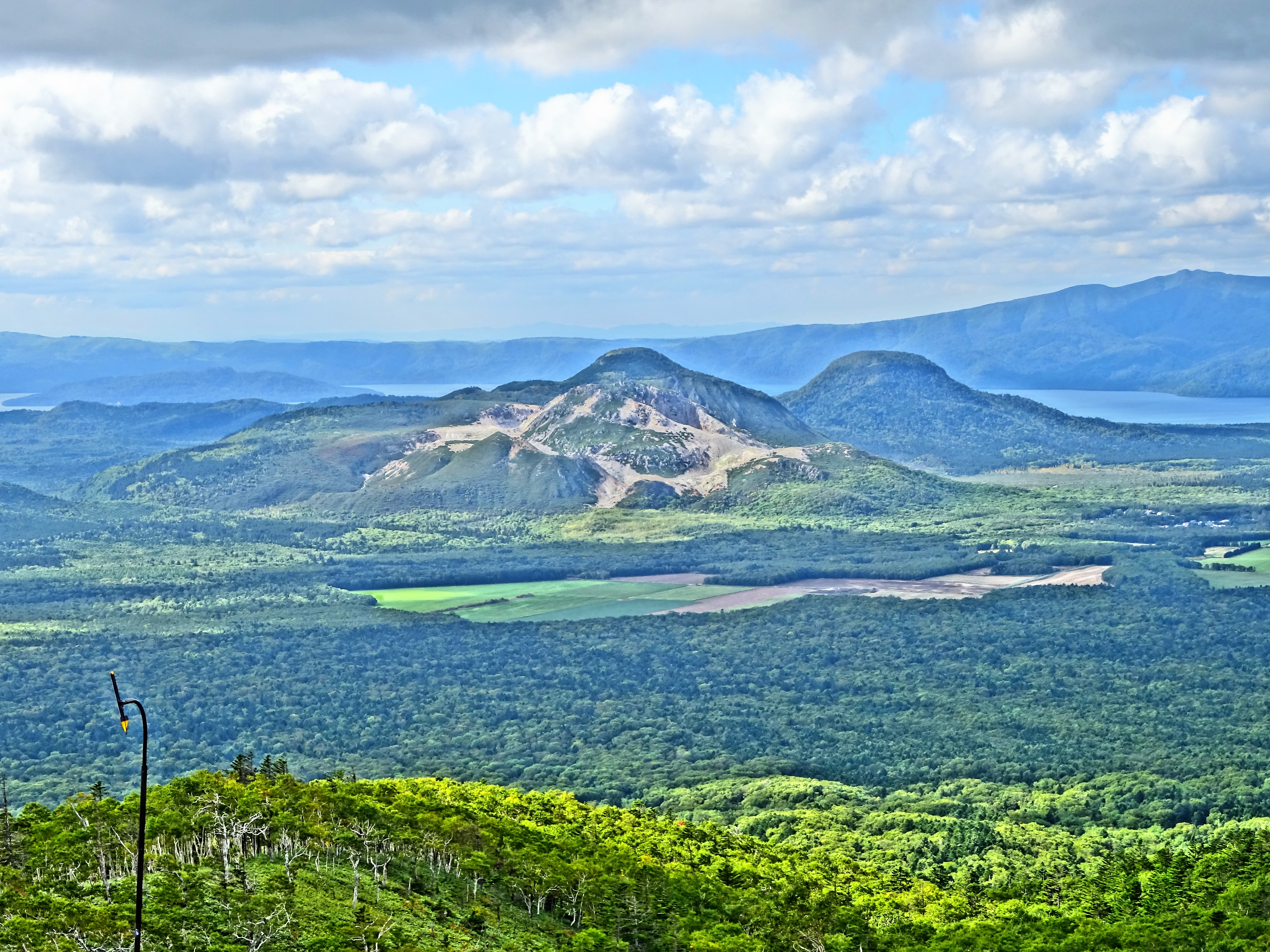
Vista
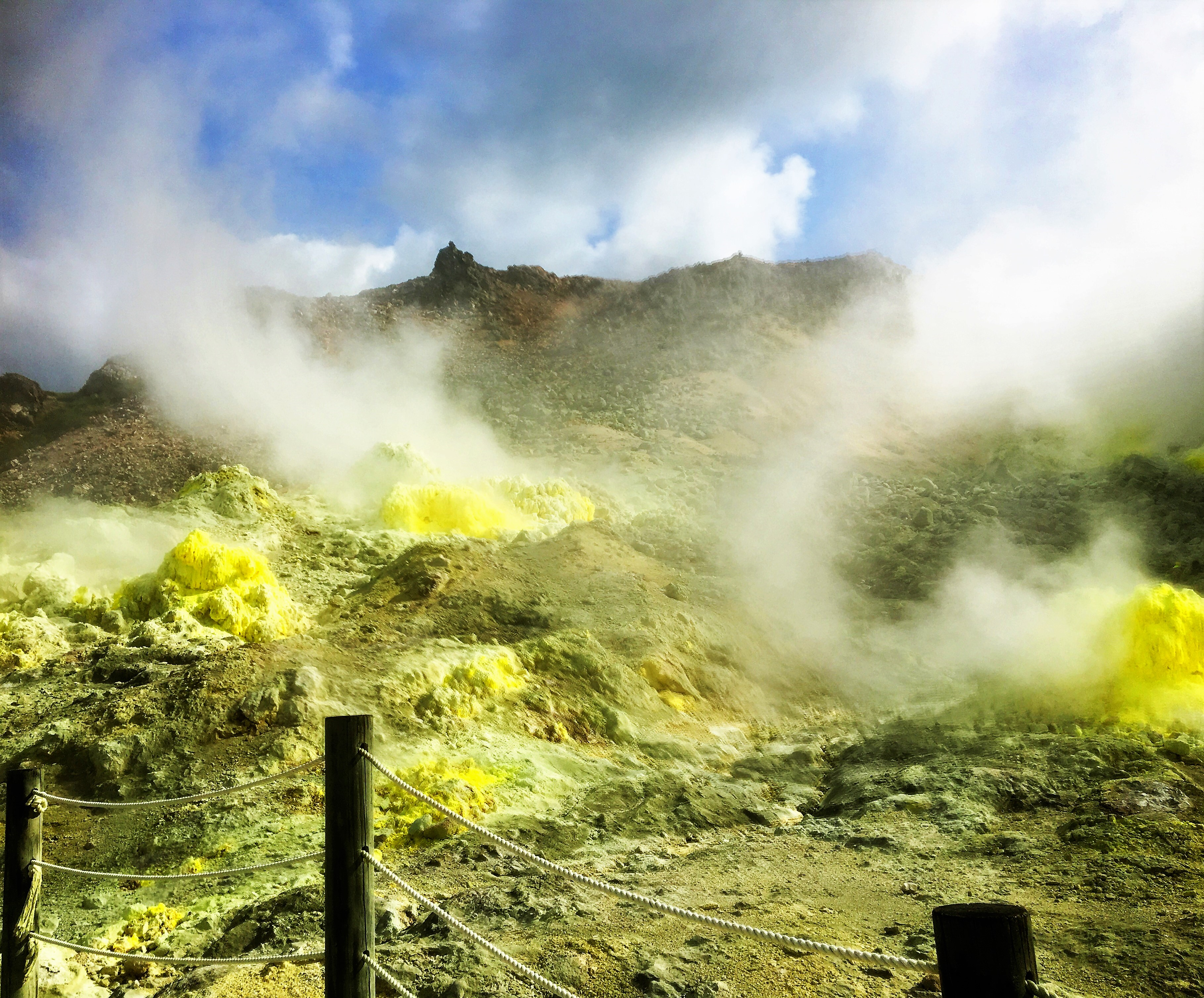
Fumarolas
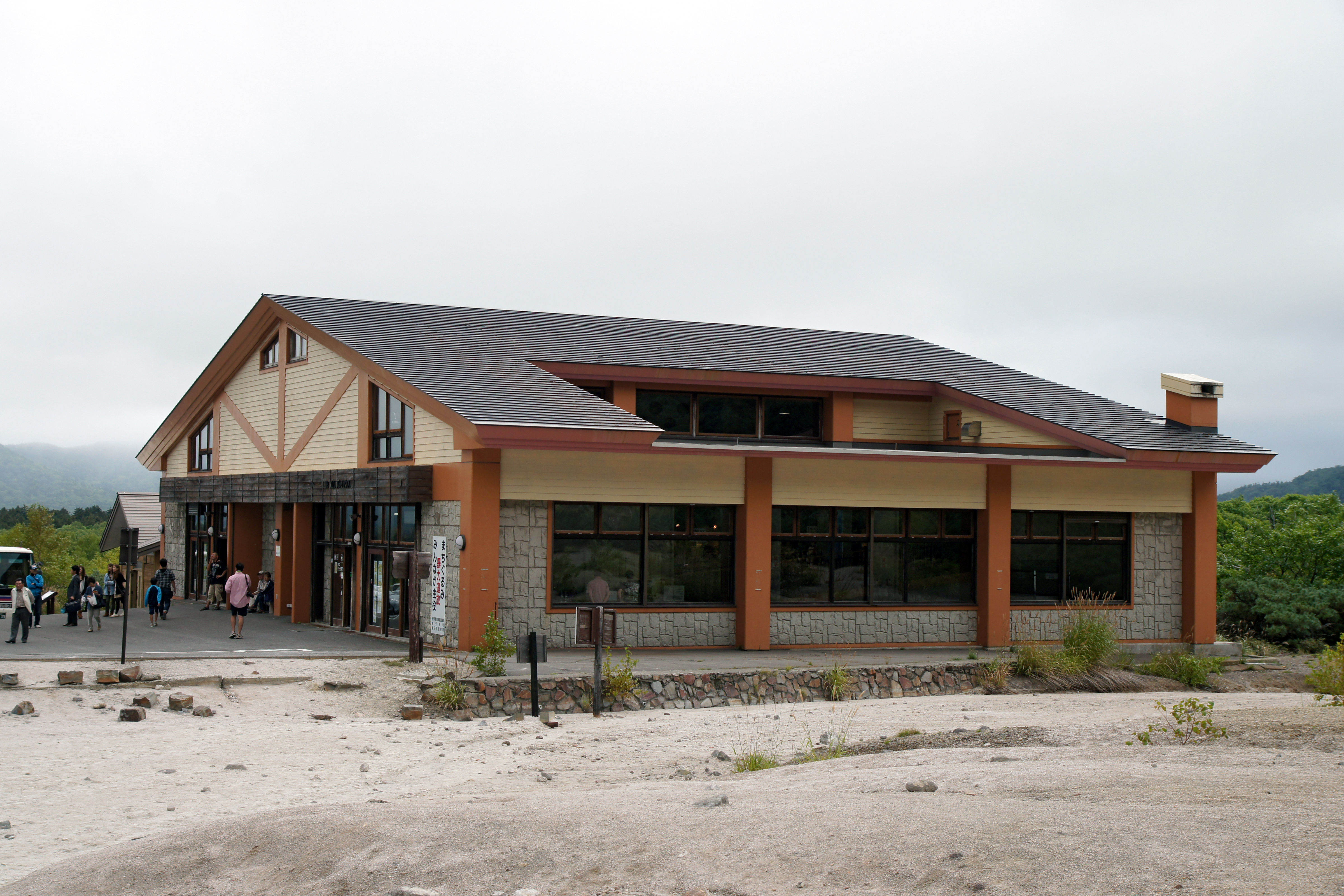
Centro de visitantes